# Riley 1.5
Riley One-Point-Five är en personbil, tillverkad av den brittiska biltillverkaren Riley mellan 1957 och 1965.
Riley 1.5 började som ett förslag till uppdatering av Morris Minor. Snart växte karossen, den försågs med BMC:s större B-motor och istället planerade man att presentera den som en större syskonmodell. Till slut lanserades bilen under de lyxigare Riley- och Wolseleynamnen.
Riley-versionen introducerades i november 1957. Motorn hade dubbla förgasare och med det kompetenta Minor-chassit var bilen riktigt körglad. Bilens enkla ursprung märktes genom att motorhuvens och bakluckans gångjärn låg utanpå karossen.
I maj 1960 kom Mk II-versionen. Största förändringen var dolda gångjärn.
Sista utvecklingen Mk III kom i oktober 1961. Bilen fick förbättrad växellåda, modifierad front och nya bakljus. Chassit uppdaterades för ännu bättre väghållning. Bilen efterträddes i april 1965 av Riley Kestrel.
Produktionen uppgick till 39 568 exemplar.